# インゲボルグ (フランス王妃)
アンジュビュルジュ・ド・ダヌマルク（フランス語：Ingeburge de Danemark,, 1175年 - 1236年7月29日）は、フランス国王フィリップ2世の2度目の王妃。デンマーク王ヴァルデマー1世と最初の王妃ミンスク公女ソフィアの末娘。名はアンジェボール（Ingeborg）、イザンブール（Isambour）ともされる。日本語文献に定訳がなく、本記事ではインゲボルグの表記を用いる（この名前は現代デンマーク語ではインゲボー (Ingeborg) と表記・発音される）。

## 生涯
1193年8月14日、フィリップ2世の後添えとしてアミアンで結婚した。気だての良い、フィリップ2世も目を見張るブロンドの美女だったという。結婚の際に持参金として実兄デンマーク王クーヌズ6世（英語版）により、祖国の王室から銀10,000マルクがフランス王室に支払われたが、小国のデンマークにとってかなり重い経済負担であった。
しかし、結婚翌日に王妃として戴冠された直後に王が心変わりしたため、家系図を偽造し、王と王妃の血縁関係を捏造して主張、さらに王フィリップ2世の外伯父に当たるランス大司教ギヨーム・ド・ブロワが王の味方に付いたことにより、教会会議は結婚の無効を宣言した。王妃インゲボルグはソワソンにいたローマ教皇ケレスティヌス3世に抗議した。
王の突然の翻意については、「新婚初夜にまるで男性機能が働かず、王はこれは魔女である王妃仕業であると決めつけた。」という逸話がある。インゲボルグはトゥルネー近くのシソワン修道院に幽閉された。
偽造された家系図の内容は捏造であると確信していた教皇は彼女を援護し、王に王妃と暮らすよう厳命したが、王は教皇庁使節と面会せず、結婚の無効という自分の主張のみ言い立てた。
母国に帰ってまで恥をさらすのを拒んだインゲボルグはフランスにとどまり、教会を盾に王と対決し続けた。インゲボルグはフランス語はおろかラテン語も話せなかったが、「マーラ・フランキア（mala Francia、悪しきフランス）」、「ローマ、ローマ」等ラテン語の単語を言い、婚姻の無効に対する王との意見の相違を表現した。
そのうち、「独身」であったフィリップは、メラーン公ベルトルト4世の娘アニェスと1196年に結婚した。教皇にはフィリップにアニェスと別れてインゲボルグを王妃として呼び戻して嫡子をもうけるように諭されるが、王がアニェスと別れなかったため、教皇はインゲボルグと死別しない内のフィリップ2世の再婚を禁止し、1198年に王を破門、フランス全土の教会に「聖務停止」の命令を下した。
それにより、ミサも、洗礼も、結婚も、葬儀も行われなくなった。このため埋葬されない遺体が墓地に並べられ、伝染病が流行した。
アニェスとは夫婦生活で2子ができるが、1199年、突然彼は彼女を追い出し、インゲボルグを王妃として呼び戻した。これは、一時的でも同居して教皇を欺くためであったのだが、この仕打ちを王が自分に飽きたせいだと悲観し病に罹り、1201年に王との3人目の子の出産で産褥死してしまう。
王は芝居が済んだと見るや、アニェスの死はインゲボルグのせいとし、今度は彼女をエタンプの城に閉じこめた。デンマークからの召使いは遠ざけられ、塔の一室に閉じこめられた。満足な食事も与えられず、部屋も不衛生だった。
1213年、エノー伯を攻めていたフィリップは、イングランド海軍の応援を受けたフランドル軍との戦いで完敗し、フランス海軍の帆船の大半を失った。そこで脳裏によぎったのは、ヨーロッパ最強の海軍を持つデンマークだった。当時の王はインゲボルグの兄ヴァルデマー2世であった。フィリップはインゲボルグの幽閉されていたエソンヌの小島に急いだ。彼女は生きていた。王の来訪を聞いてひざまずく彼女の手を取り、王は長年の虐待を詫び、インゲボルグを解放した。
デンマークの応援を得たフランスは、ジョン王との戦いに快勝した。それからのち、フィリップが死ぬまで、そばにインゲボルグは王妃として常にいた。
長年に渡りインゲボルグを正当な王妃として扱わなかったことから、フィリップ２世は持参金の銀10,000マールをインゲボルグに返還した。
王は臨終の際、王太子ルイ（ルイ8世）を呼び、インゲボルグの行く末を頼んだ。「このマダムには、苦労をかけたから…」と涙したという。
1236年、サン＝ドニ大聖堂に自分を葬るように言い遺して死去するが、夫フィリップ2世の孫ルイ9世はそれを拒否したため、コルベイユのサン＝ジャン＝アン＝リル修道院に埋葬された。